# 长圆鞘箭竹
长圆鞘箭竹（学名：Fargesia orbiculata）为禾本科箭竹属下的一个种。

## 扩展阅读
- 維基物種上的相關：长圆鞘箭竹